# Сінтешть (Тіміш)
Сінтешть, Сінтешті (рум. Sintești) — село у повіті Тіміш в Румунії. Входить до складу комуни Марджина.
Село розташоване на відстані 341 км на північний захід від Бухареста, 79 км на схід від Тімішоари, 144 км на південний захід від Клуж-Напоки.

## Населення
За даними перепису населення 2002 року у селі проживали 497 осіб.
Національний склад населення села:
| Національність | Кількість осіб | Відсоток |
| -------------- | -------------- | -------- |
| румуни         | 484            | 97,4%    |
| цигани         | 10             | 2,0%     |

Рідною мовою назвали:
| Мова      | Кількість осіб | Відсоток |
| --------- | -------------- | -------- |
| румунська | 487            | 98,0%    |
| циганська | 8              | 1,6%     |